# Oskar Gelbhaar
Oskar Hans Gelbhaar (* 17. März 1881 in Zwickau; † 17. Dezember 1945 im Speziallager Nr. 1 Mühlberg) war ein deutscher Jurist und Politiker.

## Leben
Als Sohn eines Geheimen Regierungsrates geboren, studierte Gelbhaar nach dem Besuch des Kreuzgymnasiums in Dresden Rechtswissenschaften ab 1900 in Freiburg im Breisgau und bis 1903 in Leipzig. Während seines Studiums wurde er 1900 Mitglied der Burschenschaft Normannia Leipzig. Nach Examen, Referendariat und Promotion zum Dr. iur. (1908) wurde er 1909 am Amtsgericht in Stollberg im Erzgebirge und kurz darauf bei der Amtshauptmannschaft Dresden tätig. 1914 wurde er Regierungsassessor. Seine Teilnahme am Ersten Weltkrieg endete 1916, als er als Oberleutnant der Reserve schwer verwundet wurde. 1916 wurde er Regierungsamtmann an der Amtshauptmannschaft Leipzig, 1919 Regierungsrat und 1921 Oberregierungsrat im Sächsischen Innenministerium. Er war bis 1924 beim Reichsministerium für Wiederaufbau Referent der Abteilung A (Wiedergutmachung). 1924 ging er zur Kreishauptmannschaft Dresden, 1926 wurde er Stellvertretender Kreishauptmann der Kreishauptmannschaft Chemnitz und Staatsvertreter bei der Produktenbörse Chemnitz. Zum 1. Mai 1933 trat er in die NSDAP ein (Mitgliedsnummer 2.992.723) und wurde Stellvertretender Kreishauptmann in Leipzig. Im Juli 1939 wurde er in Leipzig durch Fritz Baeßler als Regierungsvizepräsident abgelöst und als Oberverwaltungsgerichtsrat nach Dresden versetzt. 1941 wurde Gelbhaar Reichsrichter beim Reichsverwaltungsgericht.

## Ehrungen
- Königlich-sächsischer Albrechts-Orden, 2. Klasse mit Schwertern

## Veröffentlichungen
- Die Generalvormundschaft (Art. 136 EG zum BGB). Dissertation Universität Leipzig 1908.